# Alstroemeria albescens
Alstroemeria albescens é uma planta da família das Alstroemeriaceae, considerada endêmica do Morro São Pedro, em Porto Alegre, Rio Grande do Sul, Brasil  .